# Katholiek Onderwijs Bisdom Antwerpen
Katholiek Onderwijs Bisdom Antwerpen vzw (KOBA) is een netwerk dat 9 katholieke schoolbesturen uit het bisdom Antwerpen verenigt en ondersteunt. Het is de opvolger van de Diocesane Inrichtende Machten Bisdom Antwerpen. De aangesloten schoolbesturen hebben ook allemaal KOBA in de naam en vertegenwoordigen meer dan 140 katholieke scholen.
KOBA ondersteunt de aangesloten schoolbesturen en directies op financieel, administratief en bouwkundig vlak.

## Regio's (2021)[3]
| Vzw                | KS | LS | BS | SEC | Andere | TOT |
| ------------------ | -- | -- | -- | --- | ------ | --- |
| KOBA HeLi          | 2  |    | 10 | 11  | 1      | 24  |
| KOBA Hoogstraten   |    |    | 3  | 3   |        | 6   |
| KOBA Metropool     |    |    | 8  | 9   |        | 17  |
| KOBA Noorderkempen | 1  | 1  | 2  | 3   |        | 7   |
| KOBA NoordkAnt     | 4  | 5  | 6  | 9   | 1      | 25  |
| KOBA Voorkempen    | 1  |    | 5  | 5   |        | 11  |
| KOBA Zuiderkempen  | 1  | 1  | 14 |     |        | 16  |
| KOBA ZuidkAnt      | 1  | 1  | 7  | 8   |        | 17  |
| KOBArT             | 2  |    | 10 | 5   | 1      | 18  |

## Externe koppelingen
- Webstek van KOBA: www.kobavzw.be